# Balla Mihály (politikus)
Balla Mihály (Nyíregyháza, 1965. május 21. –) középiskolai tanár, politikus, 1998-tól a Fidesz színeiben országgyűlési képviselő.

## Életpályája
Tanulmányait Nyíregyházán kezdte, a Krúdy Gyula Gimnáziumban érettségizett 1983-ban, majd 1987- ben a Bessenyei György Tanárképző Főiskola magyar-orosz szakán végzett, végül 1998-ban a Miskolci Egyetem bölcsész karán magyar szakos tanári diplomát kapott.
1995 és 1998 között Balassagyarmaton, a Mikszáth Kálmán Szakközépiskolában tanított. 1997-ben alapító tagja volt az érsekvadkerti Fidesz csoportnak. 1998 és 2014 között Nógrád megye 4. sz. választókerület képviselőjévé választották. 1999-től a külügyi bizottság alelnöke, a NATO Parlamenti Közgyűlés tagja, az EBESZ Parlamenti Közgyűlés magyar delegációjának vezetője. 2002–2006 önkormányzati képviselő Érsekvadkerten. 2006-tól az Interparlamentáris Unió magyar delegációjának alelnöke. 2014-től Nógrád 2. sz. választókerületének a képviselője.

## Családja
Nős, felesége Csordás Ildikó, általános iskolai tanár. Két felnőtt gyermek édesapja.